# Valtteri Uusitalo
Valtteri Uusitalo (Espoo, 2000) es un deportista finlandés que compite en vela en la clase Laser. Ganó una medalla de oro en el Campeonato Europeo de Laser de 2024.

## Palmarés internacional
| \| Campeonato Europeo \| Campeonato Europeo \| Campeonato Europeo \| Campeonato Europeo \| \| Año \| Lugar \| Medalla \| Clase \| \| ------------------ \| ------------------ \| ------------------ \| ------------------ \| \| 2024 \| Atenas (Grecia) \| Medalla de oro \| Laser \| |                 |                |       |
| Campeonato Europeo |                 |                |       |
| Año | Lugar           | Medalla        | Clase |
| 2024 | Atenas (Grecia) | Medalla de oro | Laser |